# Rasam

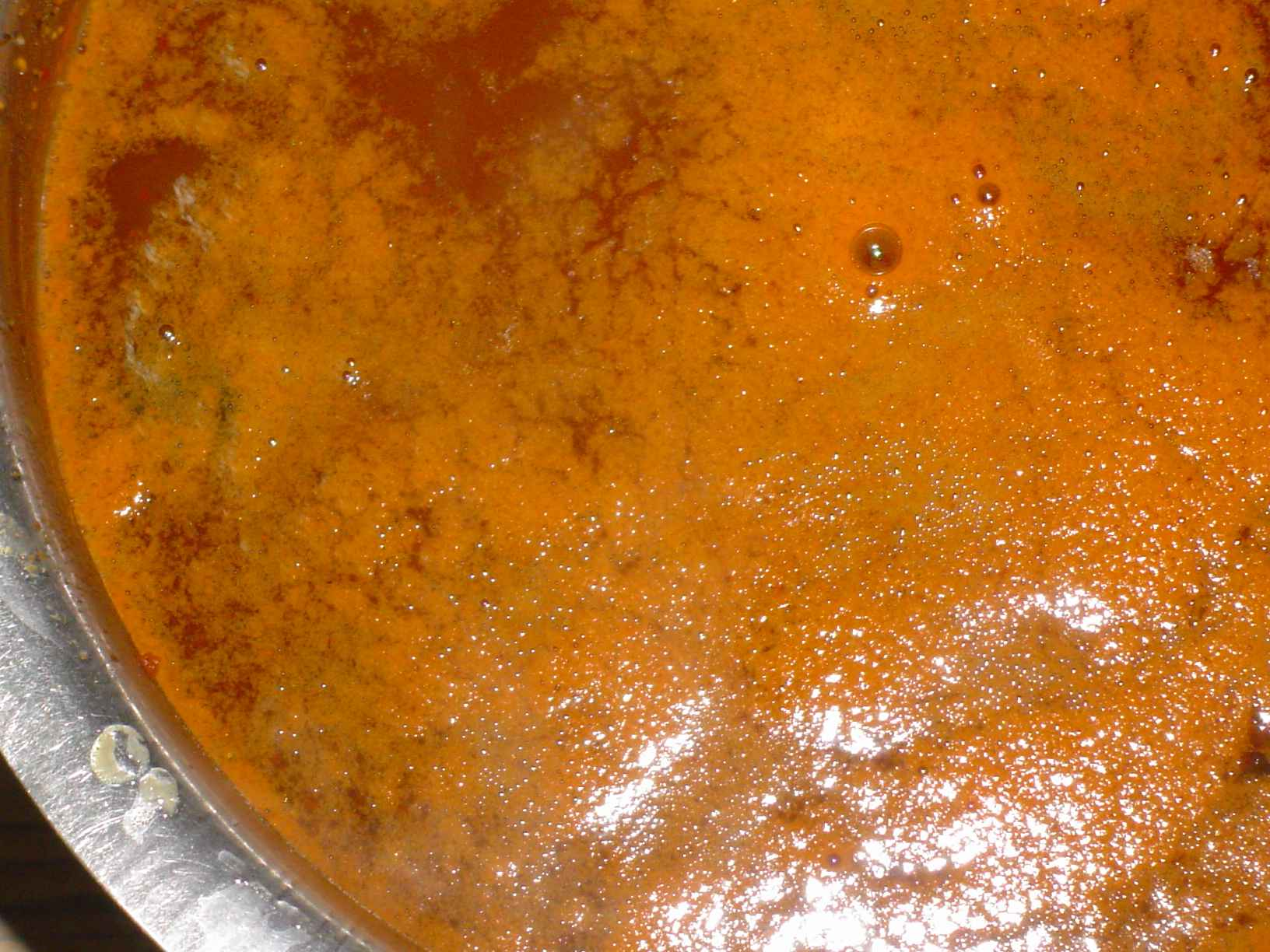
Detalle de la sopa rasam.

El rasam (en tamil: rassam; telugú: chaaru; kannada: saaru) es una sopa procedente del sur de la India. Esta sopa emplea los zumos de tomates y tamarindos a los que se saboriza con pimienta y algunas otras especias. Se añade ocasionalmente lentejas así como otros vegetales, en algunas ocasiones puede verse acompañada de arroz. En una comida formal el Rasam es seguido por el sambar y el thayir sadam. Dependiendo de los ingredientes empleados se mencionan diferentes sopas: piña rasam, tomate rasam, etc. 